# Polens regeringschef
Polens ministerrådsordförande (polska: Prezes Rady Ministrów), utanför lagstiftningen normalt kallade för premiärministern (polska: premier), leder Polens regering vilken utgör landets verkställande makt tillsammans med presidenten. Ämbetet har funnits sedan 27 november 1917.
Premiärministern utnämns av presidenten och är ledaren för den största koalitionen i sejmen. Övriga ministrar nomineras av premiärministern, godkänns av sejmen och utnämns av presidenten. Sejmen kan avsätta premiärministern genom ett konstruktivt misstroendevotum, det vill säga att en majoritet av kammaren röstar för en annan kandidat. Premiärministerns avskedsansökan lämnas till presidenten.

## Lista över Polens premiärministrar
| Porträtt | Namn                              | Tillträdde       | Avgick           | Politiskt parti |
| -------- | --------------------------------- | ---------------- | ---------------- | --------------- |
|          | Jan Kucharzewski (1876–1952)      | 7 december 1917  | 11 februari 1918 | Partilös        |
|          | Antoni Ponikowski (1878–1949)     | 27 februari 1918 | 4 april 1918     | SDN             |
|          | Jan Kanty Steczkowski (1862–1929) | 4 april 1918     | 2 oktober 1918   | SPN             |
|          | Józef Świeżyński (1868–1948)      | 23 oktober 1918  | 4 november 1918  | Liga Narodowa   |
|          | Władysław Wróblewski (1875–1951)  | 4 november 1918  | 11 november 1918 | Partilös        |

| Porträtt | Namn                         | Tillträdde      | Avgick           | Politiskt parti |
| -------- | ---------------------------- | --------------- | ---------------- | --------------- |
|          | Ignacy Daszyński (1866–1936) | 6 november 1918 | 14 november 1918 | PPS             |

| Porträtt | Namn                                     | Tillträdde        | Avgick            | Politiskt parti |
| -------- | ---------------------------------------- | ----------------- | ----------------- | --------------- |
|          | Jędrzej Moraczewski (1870–1944)          | 18 november 1918  | 16 januari 1919   | PPS             |
|          | Ignacy Jan Paderewski (1860–1941)        | 18 januari 1919   | 27 november 1919  | Partilös        |
|          | Leopold Skulski (1878–1940)              | 13 december 1919  | 9 juni 1920       | PSL Piast       |
|          | Władysław Grabski (1874–1938)            | 27 juni 1920      | 24 juli 1920      | ZLN             |
|          | Wincenty Witos (1874–1945)               | 24 juli 1920      | 19 september 1921 | PSL Piast       |
|          | Antoni Ponikowski (1878–1949)            | 19 september 1921 | 6 juni 1922       | PSChD           |
|          | Artur Śliwiński (1877–1953)              | 28 juni 1922      | 7 juli 1922       | PPS             |
|          | Julian Nowak (1865–1946)                 | 31 juli 1922      | 14 december 1922  | SPN             |
|          | Władysław Sikorski (1881–1943)           | 16 december 1922  | 26 maj 1923       | Partilös        |
|          | Wincenty Witos (1874–1945)               | 28 maj 1923       | 19 december 1923  | PSL Piast       |
|          | Władysław Grabski (1874–1938)            | 19 december 1923  | 14 november 1925  | ZLN             |
|          | Aleksander Skrzyński (1882–1931)         | 20 november 1925  | 5 maj 1926        | SPN             |
|          | Kazimierz Bartel (1882–1941)             | 15 maj 1926       | 30 september 1926 | BBWR            |
|          | Józef Piłsudski (1867–1935)              | 2 oktober 1926    | 27 juni 1928      | Partilös        |
|          | Kazimierz Bartel (1882–1941)             | 27 juni 1928      | 14 april 1929     | BBWR            |
|          | Kazimierz Świtalski (1886–1962)          | 14 april 1929     | 29 december 1929  | BBWR            |
|          | Kazimierz Bartel (1882–1941)             | 29 december 1929  | 29 mars 1930      | BBWR            |
|          | Walery Sławek (1879–1939)                | 29 mars 1930      | 23 augusti 1930   | PPS             |
|          | Józef Piłsudski (1867–1935)              | 25 augusti 1930   | 4 december 1930   | Partilös        |
|          | Walery Sławek (1879–1939)                | 5 december 1930   | 26 maj 1931       | PPS             |
|          | Aleksander Prystor (1874–1941)           | 27 maj 1931       | 9 maj 1933        | PPS             |
|          | Janusz Jędrzejewicz (1885–1951)          | 10 maj 1933       | 13 maj 1934       | PPS             |
|          | Leon Kozłowski (1892–1944)               | 15 maj 1934       | 28 mars 1935      | BBWR            |
|          | Walery Sławek (1879–1939)                | 28 mars 1935      | 12 oktober 1935   | PPS             |
|          | Marian Zyndram-Kościałkowski (1892–1946) | 13 oktober 1935   | 15 maj 1936       | PSL Wyzwolenie  |
|          | Felicjan Sławoj Składkowski (1885–1962)  | 15 maj 1936       | 20 september 1939 | Partilös        |

| Porträtt | Namn                              | Tillträdde        | Avgick           | Politiskt parti |
| -------- | --------------------------------- | ----------------- | ---------------- | --------------- |
|          | Władysław Sikorski (1881–1943)    | 30 september 1939 | 4 juli 1943      | Partilös        |
|          | Stanisław Mikołajczyk (1901–1966) | 14 juli 1943      | 24 november 1944 | SL              |
|          | Tomasz Arciszewski (1877–1955)    | 29 november 1944  | 2 juli 1947      | PPS             |

| Porträtt | Namn                               | Tillträdde        | Avgick            | Politiskt parti |
| -------- | ---------------------------------- | ----------------- | ----------------- | --------------- |
|          | Edward Osóbka-Morawski (1909–1997) | 31 december 1944  | 5 februari 1947   | PPS             |
|          | Józef Cyrankiewicz (1911–1989)     | 6 februari 1947   | 20 november 1952  | PPS PZPR        |
|          | Bolesław Bierut (1892–1956)        | 21 november 1952  | 18 mars 1954      | PZPR            |
|          | Józef Cyrankiewicz (1911–1989)     | 18 mars 1954      | 23 december 1970  | PZPR            |
|          | Piotr Jaroszewicz (1909–1992)      | 23 december 1970  | 18 februari 1980  | PZPR            |
|          | Edward Babiuch (1927-2021)         | 18 februari 1980  | 24 augusti 1980   | PZPR            |
|          | Józef Pińkowski (1929–2000)        | 24 augusti 1980   | 11 februari 1981  | PZPR            |
|          | Wojciech Jaruzelski (1923–2014)    | 11 februari 1981  | 6 november 1985   | PZPR            |
|          | Zbigniew Messner (1929–2014)       | 6 november 1985   | 27 september 1988 | PZPR            |
|          | Mieczysław Rakowski (1926–2008)    | 27 september 1988 | 2 augusti 1989    | PZPR            |
|          | Czesław Kiszczak (1925–2015)       | 2 augusti 1989    | 19 augusti 1989   | PZPR            |
|          | Tadeusz Mazowiecki (1927–2013)     | 24 augusti 1989   | 12 januari 1991   | Solidarność     |

| Nr   | Porträtt         | Namn                                | Tillträdde           | Avgick               | Politiskt parti                                        | Ministär                               | Sejm (Val)            |
| ---- | ---------------- | ----------------------------------- | -------------------- | -------------------- | ------------------------------------------------------ | -------------------------------------- | --------------------- |
| 1    |                  | Tadeusz Mazowiecki (1927–2013)      | 24 augusti 1989      | 4 januari 1991       | Solidarność fram till 1990 Demokratisk union från 1990 | Mazowiecki KO‘S’–ZSL–PZPR–SD           | (1989)                |
| –    |                  | Jan Olszewski (1930-2019)           | Tillträdde aldrig[1] | Tillträdde aldrig[1] | Centeravtalet                                          | –                                      | (1989)                |
| 2    |                  | Jan Krzysztof Bielecki (född 1951)  | 4 januari 1991       | 6 december 1991      | Liberaldemokratisk kongress                            | Bielecki KLD–ZChN–PC–SD                | (1989)                |
| –    |                  | Bronisław Geremek (1932–2008)       | Tillträdde aldrig[1] | Tillträdde aldrig[1] | Demokratisk union                                      | –                                      | I (1991)              |
| 3    |                  | Jan Olszewski (1930-2019)           | 6 december 1991      | 5 juni 1992          | Centeravtalet                                          | Olszewski PC–ZChN–PSL.PL               | I (1991)              |
| 4    |                  | Waldemar Pawlak (född 1959)         | 5 juni 1992          | 11 juli 1992         | Polska folkpartiet                                     | Pawlak I PSL                           | I (1991)              |
| 5    |                  | Hanna Suchocka (född 1946)          | 11 juli 1992         | 26 oktober 1993      | Demokratisk union                                      | Suchocka UD–KLD–ZChN–PChD– PPPP–PSL.PL | I (1991)              |
| (4)  |                  | Waldemar Pawlak (född 1959)         | 26 oktober 1993      | 7 mars 1995          | Polska folkpartiet                                     | Pawlak II SLD–PSL–BBWR                 | II (1993)             |
| 6    |                  | Józef Oleksy (1946–2015)            | 7 mars 1995          | 7 februari 1996      | Demokratiska vänsterförbundet                          | Oleksy SLD–PSL                         | II (1993)             |
| 7    |                  | Włodzimierz Cimoszewicz (född 1950) | 7 February 1996      | 31 October 1997      | Demokratiska vänsterförbundet                          | Cimoszewicz SLD–PSL                    | II (1993)             |
| 8    |                  | Jerzy Buzek (född 1940)             | 31 oktober 1997      | 19 oktober 2001      | Solidaritets valallians                                | Buzek AWS–UW                           | III (1997)            |
| 9    |                  | Leszek Miller (född 1946)           | 19 oktober 2001      | 2 maj 2004           | Demokratiska vänsterförbundet                          | Miller SLD–UP–PSL                      | IV (2001)             |
| 10   |                  | Marek Belka (född 1952)             | 2 maj 2004           | 11 juni 2004         | Demokratiska vänsterförbundet                          | Belka I SLD–UP                         | IV (2001)             |
| 10   | 11 juni 2004     | Marek Belka (född 1952)             | 31 oktober 2005      | Belka II SLD–UP      | Demokratiska vänsterförbundet                          |                                        | IV (2001)             |
| 11   |                  | Kazimierz Marcinkiewicz (född 1959) | 31 oktober 2005      | 14 juli 2006         | Lag och rättvisa                                       | Marcinkiewicz PiS–SRP–LPR              | V (2005)              |
| 12   |                  | Jarosław Kaczyński (född 1949)      | 14 juli 2006         | 16 november 2007     | Lag och rättvisa                                       | Kaczyński PiS–SRP–LPR                  | V (2005)              |
| 13   |                  | Donald Tusk (född 1957)             | 16 november 2007     | 18 november 2011     | Medborgarplattformen                                   | Tusk I PO–PSL                          | VI (2007)             |
| 13   | 18 november 2011 | Donald Tusk (född 1957)             | 22 september 2014    | Tusk II PO–PSL       | Medborgarplattformen                                   | VII (2011)                             |                       |
| 14   |                  | Ewa Kopacz (född 1956)              | 22 september 2014    | 16 november 2015     | Medborgarplattformen                                   | VII (2011)                             | Kopacz PO–PSL         |
| 15   |                  | Beata Szydło (född 1963)            | 16 november 2015     | 11 december 2017     | Lag och rättvisa                                       | Szydło PiS                             | VIII (2015) IX (2019) |
| 16   |                  | Mateusz Morawiecki (född 1968)      | 11 december 2017     | 13 december 2023     | Lag och rättvisa                                       | Morawiecki PiS                         | VIII (2015) IX (2019) |
| (13) |                  | Donald Tusk (född 1957)             | 13 december 2023     | Nuvarande            | Medborgarplattformen                                   | Tusk III                               | X (2023)              |

### Fotnoter
1. ↑  ”World Statesmen”. http://www.worldstatesmen.org/Poland.htm. Läst 25 juni 2011.